# Polythore terminata
Polythore terminata är en trollsländeart som beskrevs av Fraser 1946. Polythore terminata ingår i släktet Polythore och familjen Polythoridae. IUCN kategoriserar arten globalt som livskraftig. Inga underarter finns listade i Catalogue of Life.